# Saint-Amand-des-Hautes-Terres
Saint-Amand-des-Hautes-Terres is een plaats en voormalige gemeente in het Franse departement Eure (regio Normandië) en telt 308 inwoners (1999). De plaats maakt deel uit van het arrondissement Bernay. Saint-Amand-des-Hautes-Terres is op 1 januari 2016 gefuseerd met Amfreville-la-Campagne tot de gemeente Amfreville-Saint-Amand. 

## Geografie
De oppervlakte van Saint-Amand-des-Hautes-Terres bedraagt 3,0 km², de bevolkingsdichtheid is 102,7 inwoners per km².
De onderstaande kaart toont de ligging van Saint-Amand-des-Hautes-Terres met de belangrijkste infrastructuur en aangrenzende gemeenten.

## Demografie
Onderstaande figuur toont het verloop van het inwonertal (bron: INSEE-tellingen).